# North Branch (Minnesota)
North Branch és una població dels Estats Units a l'estat de Minnesota. Segons el cens del 2000 tenia 8.023 habitants.

## Demografia
Segons el cens del 2000, North Branch tenia 8.023 habitants, 2.815 habitatges, i 2.147 famílies. La densitat de població era de 86,8 habitants per km².
Dels 2.815 habitatges en un 45,1% hi vivien nens de menys de 18 anys, en un 61,2% hi vivien parelles casades, en un 10,8% dones solteres, i en un 23,7% no eren unitats familiars. En el 18,7% dels habitatges hi vivien persones soles el 7,1% de les quals corresponia a persones de 65 anys o més que vivien soles. El nombre mitjà de persones vivint en cada habitatge era de 2,85 i el nombre mitjà de persones que vivien en cada família era de 3,24.
Per edats la població es repartia de la següent manera: un 33% tenia menys de 18 anys, un 7,9% entre 18 i 24, un 34,5% entre 25 i 44, un 16,5% de 45 a 60 i un 8,1% 65 anys o més.
L'edat mediana era de 30 anys. Per cada 100 dones de 18 o més anys hi havia 95,3 homes.
La renda mediana per habitatge era de 50.294 $ i la renda mediana per família de 56.512 $. Els homes tenien una renda mediana de 39.478 $ mentre que les dones 26.424 $. La renda per capita de la població era de 20.875 $. Entorn del 3,1% de les famílies i el 5% de la població estaven per davall del llindar de pobresa.

## Poblacions més properes
El següent diagrama mostra les poblacions més properes.